# Corps Suevia Prag
Das Corps Suevia Prag war eine farbentragende und pflichtschlagende Studentenverbindung in Prag. Die noch lebenden Mitglieder des Corps wurden 1962 in das Corps Hubertia München aufgenommen.

## Geschichte
Mit zwei Corpsburschen von Frankonia Prag wurde Suevia am 25. Januar 1868 an der Karls-Universität gegründet. Das erste Wappen von 1868 – der „Schwabenritter“ – bezieht sich auf Sachsen, weil die Stifter die Verbindung erst Saxonia nennen wollten; wegen Friedrich Schiller einigten sie sich auf Suevia. Die Farben waren grün-weiß-gold auf oben gold-grün und unten grün-gold. Die Fuchsenfarben waren grün-weiß-grün auf Silberperkussion. Getragen wurde eine weiße Studentenmütze, im Sommer ein weißer Stürmer. Der Wahlspruch war Einig, treu, wahr und frei!. Die Corpskneipe befand sich im Deutschen Studentenheim. Als die Deutschnationale Bewegung den Burschenschaften massiven Zulauf bescherte, hielt Suevia als einziges Prager Corps „trotz eines Hagels von Säbelkontrahagen“ unbeirrt an den Corpsgrundsätzen fest. An der Gründung des ersten Alte-Herren-Senioren-Convents 1889 in Prag war sie maßgeblich beteiligt.
Suevia beteiligte sich nach der Jahrhundertwende an der „Schutzarbeit“ für deutschsprachige Orte an der Sprachgrenze. Das Corps übernahm die Patenschaft für das Dorf Lieboweis bei Melnik. Geldmittel wurden aufgebracht um im Schutzort deutschsprachigen Unterricht und kulturelle Betätigung zu fördern.
Bereits 1914 stellte Suevia den Antrag auf Aufnahme in den KSCV. Nachdem die Tätigkeit der dazu einberufenen Kommission durch den Ersten Weltkrieg unterbrochen worden war, konnte die Aufnahme – gemeinsam mit dem SC zu Graz – erst auf dem oKC 1919 vollzogen werden. Suevias wichtigster Fürsprecher war Gustav Gotthilf Winkel, der dafür ihr Band erhielt und das Vorstellungsverhältnis mit Masovia initiierte. Suevia und Frankonia bildeten den erneuerten Prager Senioren-Convent.
Nachdem das Corps mit Frankonia Prag, Marchia Brünn und Frankonia Brünn im Oktober 1933 aus dem KSCV ausgetreten war, gehörte es 1934 zu den vier Gründern des Prager Senioren-Convents-Verbandes. Am 26. September 1939 wurde Suevia behördlich aufgelöst. Die überlebenden Alten Herren sammelten sich nach 1945 in München und gründeten den Altherrenverband erneut. Eine Rekonstitution wurde nicht erwogen. Die von Suevia vorgeschlagene Fusion der Prager und der Brünner Corps nach dem Vorbild von Albertina in Hamburg wurde von den Altherrenschaften der drei anderen Corps abgelehnt. Das 100. Stiftungsfest wurde 1968 in Ulm gefeiert.

## Erbwalter
Anfangs wurden Altherrensöhne im Corps Isaria aktiv. Sie erwarben durch eine zusätzliche Mensur das Prager Schwabenband. Diese Beziehung wurde später gelöst und man näherte sich dem Corps Hubertia München an. Seither bestand zu Hubertia ein Patenschaftsverhältnis. Schwabensöhne, die auf das Band von Suevia Prag gefochten hatten, konnten das Schwaben- zum Hubertenband tragen. Im Jahre 1962 erfolgte die Verleihung des Hubertenbandes an 14 alte Prager Schwaben, im Folgejahr an drei weitere Mitglieder. Mit dem ehemaligen SC–Corps Frankonia Prag zu Saarbrücken wurde ein Traditionsverhältnis abgeschlossen. Seit 1989 kann das Band des Corps Suevia Prag nicht mehr an neue Mitglieder verliehen werden. Der AHV besteht weiter und hat Stimmrecht im KSCV.
Teile des Corpsarchivs befinden sich in privater Hand sowie bei den Corps Frankonia Prag und Hubertia München.

## Verhältnisse

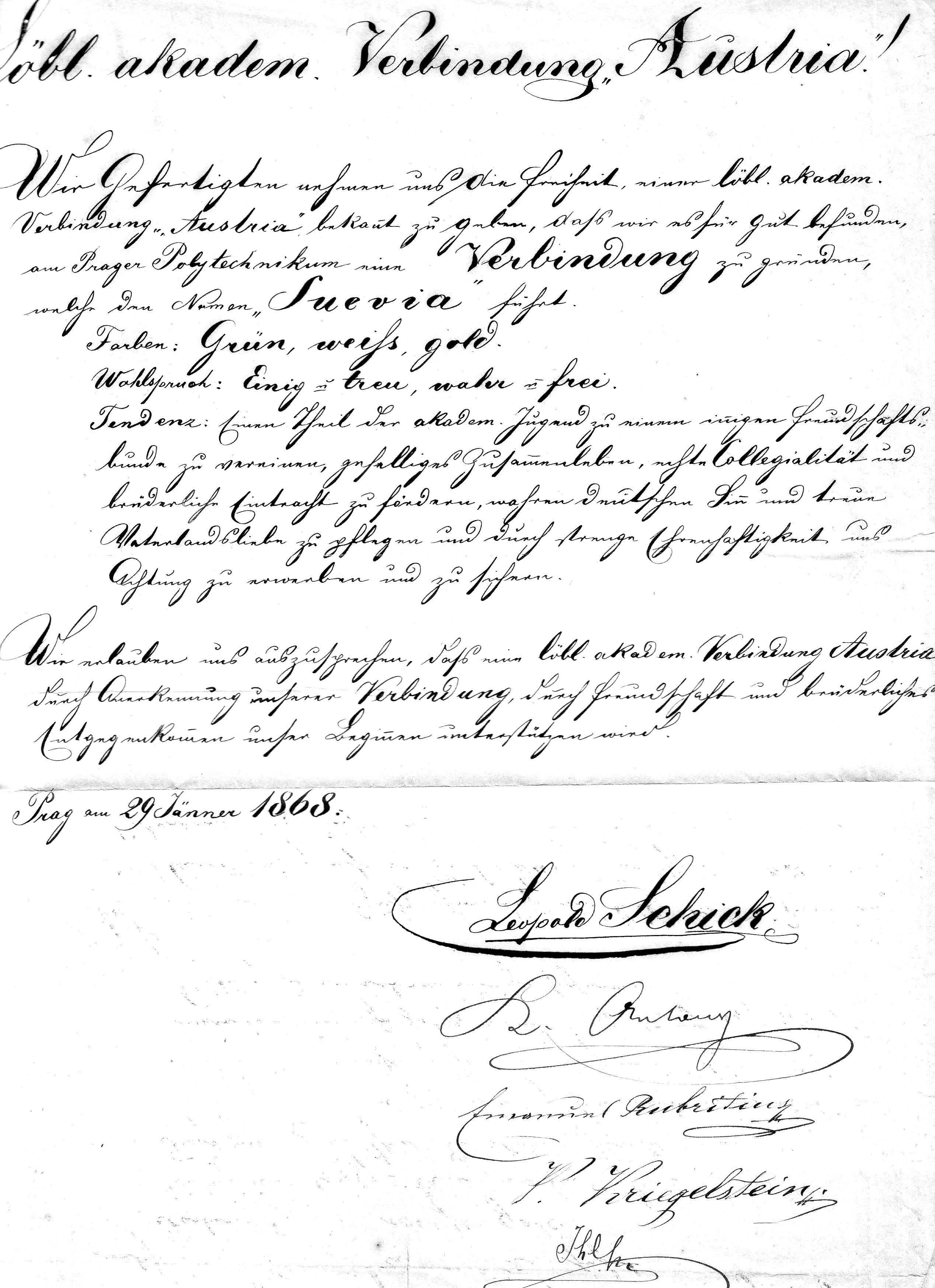
Gründungsurkunde

1920 bestanden offizielle Vorstellungsverhältnisse mit Rhaetia, Austria, Marchia Brünn, Masovia, Guestphalia Jena, Lusatia Leipzig, Marchia Berlin, Guestfalia Greifswald, Palaiomarchia und Symposion.

## Bekannte Mitglieder
- Alfons Wertmüller (1852–1916), Baumeister in Prag
- Josef Neuwirth (1855–1934), erster Rektor der TH Wien
- Gustav Gotthilf Winkel (1857–1937), Verwaltungsjurist
- Hans Patek (1857–1937), Opernsänger (Tenor)
- Hans Rubritius (1876–1943), Urologe
- Rudolf Leitner (1891–1947), Diplomat
- Hans Baatz (1906–1996), Frauen- und Badearzt